# 난리 유카
난리 유카(일본어: 南里 侑香 なんり ゆうか[*], 1984년 3월 13일 ~ )는 일본의 여성 성우이자 가수. 나가사키현 사세보시 출신. 스페이스 크래프트 소속.

## 영화

### 애니메이션
- 테니스의 왕자
- 건슬링거 걸
- 구름의 저편, 약속의 장소
- 마이 오토메
- 스쿨럼블
- 방랑 소년
- 콥스 파티

### 드라마 CD
- 마이 오토메

### 게임
- 콥스 파티

### 뮤지컬
- 굿바이 걸

### 더빙
- 마사의 부엌
- 파워퍼프걸

## 디스코그래피
- 픽션정크션 유우카